# Søren Hansen (golfspiller)
 For alternative betydninger, se Søren Hansen. (Se også artikler, som begynder med Søren Hansen)
Søren Hansen (født 21. marts 1974 i København) er en dansk golfspiller, der blev  professionel i 1997, og som i 2007 har overtaget positionen som Danmarks bedste golfspiller; gennem mange år var det Thomas Bjørn. Han er i dag ekspertkommentator på Discovery+, Eurosport og Golf TV.
I 2008 blev han den anden dansker efter Bjørn, der kvalificerede sig til det europæiske Ryder Cup-hold. Han opnåede den hidtil bedste placering i den prestigefyldte Major-turnering US Open i 2009 med en sjetteplads.

## Resultater
Efter at være blevet dansk mester i slagspil i 1997 vandt Søren Hansen Navision Open Championship i Himmerland på Challengetouren i 1998 og fik en BMW, da han lavede hole-in-one i German Open i 1999. I 2001 spillede han WGC World Cup med Thomas Bjørn og tabte sammen med New Zealand og USA i omspil til Sydafrika. 
Søren Hansen blev den anden dansker, der vandt en PGA-turnering i 2002, da han vandt sin første sejr på Europatouren i Murphy's Irish Open efter omspil med Niclas Fasth, Darren Fichardt og Richard Bland. I 2003 blev han nummer to i Dutch Open og nummer tre i Nordic Open efter at have gået i førerbolden med Colin Montgomerie. 
I 2007 fik han for alvor vist store resultater fra midten af sommeren, da han først i juli blev nummer 2 i Open de France og den følgende måned gentog placeringen i Deutsche Bank Players' Championship. I september blev han først nr. 3 i Johnny Walker Championships, og senere på måneden befæstede han sin position i Europas absolutte top ved at vinde Mercedes-Benz Championship ved Köln med et forspring på fire slag til de følgende spillere.
Søren Hansen spillede sig i 2008 til en plads på det europæiske Ryder Cup-hold ved at slutte blandt de 10 spillere, der automatisk kvalificerede sig til opgøret mod USA på Valhalla Golf Club. Dermed blev han den anden dansker efter Thomas Bjørn, der kvalificerede sig til en Ryder Cup. 

### Top-ti placeringer
Listen er udarbejdet på baggrund af information på profilen på www.europeantour.com. Resultaterne stammer fra European Tour, med mindre andet er nævnt.
| Tidspunkt             | Turnering                                     | Placering        | Bemærkninger                                   |
| august 1998           | Navision Open Golf Championships              | 1 (efter omspil) | Challenge Tour                                 |
| maj 2000              | Novotel Perrier Open de France                | 7 (delt)         |                                                |
| september 2000        | Belgacom Open                                 | 7 (delt)         |                                                |
| februar 2001          | Carlsberg Malaysian Open                      | 5                |                                                |
| april 2001            | Via Digital Open de Espana                    | 3 (delt)         |                                                |
| juni 2001             | Great North Open                              | 8 (delt)         |                                                |
| august 2001           | Volvo Scandinavian Masters                    | 9 (delt)         |                                                |
| september 2001        | Omega European Masters                        | 2                |                                                |
| maj-juni 2002         | Victor Chandler British Masters               | 6 (delt)         |                                                |
| juni 2002             | Compass Group English Open                    | 2                |                                                |
| juni 2002             | Murphy's Irish Open                           | 1 (efter omspil) | Første sejr på European Tour                   |
| juli 2002             | Open Golf Championship                        | 8 (delt)         |                                                |
| november 2002         | BMW Asian Open                                | 7 (delt)         |                                                |
| august 2003           | Nordic Open                                   | 3 (delt)         |                                                |
| oktober 2003          | Dutch Open                                    | 2 (delt)         |                                                |
| januar 2004           | dunlip championship                           | 4 (delt)         |                                                |
| april 2004            | Open de Sevilla                               | 7 (delt)         |                                                |
| juni 2004             | Open de France                                | 10 (delt)        |                                                |
| november 2004         | Volvo China Open                              | 8 (delt)         |                                                |
| april-maj 2005        | BMW Asia Open                                 | 8 (delt)         |                                                |
| maj 2005              | Daily Telegraph Dunlop Masters                | 5 (delt)         |                                                |
| juni 2005             | Open de France                                | 3                |                                                |
| juni 2006             | BA-CA Golf Open                               | 2                |                                                |
| juni 2006             | Johnnie Walker Championships                  | 2 (delt)         |                                                |
| juli 2006             | Deutsche Bank Players' Championship of Europe | 9 (delt)         |                                                |
| juni-juli 2007        | Open de France                                | 2                |                                                |
| juli 2007             | Smurfit Kappa European Tour                   | 7 (delt)         |                                                |
| juli 2007             | Deutsche Bank Players' Championship of Europe | 2 (delt)         |                                                |
| august-september 2007 | Johnnie Walker Championships                  | 3 (delt)         |                                                |
| september 2007        | Mercedes-Benz Championship                    | 1                | 4 slag foran nærmeste forfølgere               |
| oktober 2007          | Alfred Dunhill Links Championship             | 8 (delt)         |                                                |
| oktober 2007          | HBSC World Match Play Championship            | 5 (delt)         | 16 indbudte deltagere                          |
| januar-februar 2008   | Dubai Deser Classic                           | 6 (delt)         |                                                |
| maj 2008              | Open de Espana                                | 3                |                                                |
| juni 2008             | Bank Austria GolfOpen                         | 8 (delt)         |                                                |
| juni 2008             | Open de France                                | 3                |                                                |
| juli 2008             | European Open                                 | 5                |                                                |
| august 2008           | KLM Open                                      | 6 (delt)         |                                                |
| august 2008           | Johnnie Walker Championships                  | 10 (delt)        | Sikrer endegyldigt pladsen på Ryder Cup-holdet |
| maj 2009              | The European Open                             | 8 (delt)         |                                                |
| Juni 2009             | US Open                                       | 6 (delt)         | Kvalificerer sig til US Masters 2010 via top 8 |